# وليام هنري بارلو
وليام هنري بارلو (10 مايو 1812 - 12 نوفمبر 1902) هو مهندس مدني إنجليزي من القرن التاسع عشر، وحائز على زمالة الجمعية الملكية، وزمالة الجمعية الملكية لإدنبرة، وعضو في معهد المهندسين المدنيين، ومعهد المهندسين الميكانيكيين، واقترن اسمه بشكل خاص بمشاريع هندسة السكك الحديدية. وشارك بارلو في العديد من المشاريع الهندسية. وكان مهندسًا لسكة حديد ميدلاند في امتدادها في لندن وصمم محطة لندن التابعة للشركة في سانت بانكراس.
أكمل جسر كليفتون المعلق للمهندس إسامبارد كينغدم برونيل مع جون هوكشو. وبعد كارثة جسر تاي انضم إلى اللجنة التي حققت في الأسباب وصممت جسر تاي البديل. كان بارلو أيضًا مخترعًا ومجربًا، وحصل على براءة اختراع لتصميم سكة حديدية وإجراء تحقيقات في استخدام الهياكل الفولاذية وتصميمها.

## النشأة وتعليمه
ولد بارلو في 10 مايو عام 1812 في وولويتش في كنت (الآن في جنوب شرق لندن)، وهو ابن عالم الرياضيات والفيزيائي الأستاذ بيتر بارلو، الذي درّس في الأكاديمية العسكرية الملكية في وولويتش. وكان وليام بارلو الشقيق الأصغر لبيتر وليام بارلو. وبعد انتهاء تعليمه الخاص، بدأ بارلو دراسة الهندسة المدنية مع والده في سن السادسة عشرة. وبعد عام تتلمذ في قسم الآلات في حوض بناء السفن في وولويتش التابع للبحرية الملكية بالقرب من منزل عائلته. ثم عمل في أرصفة السفن في لندن لصالح هنري روبنسون بالمر.
تزوج بارلو بسيلينا كروفورد كافين في مايو عام 1842 في تشارلتون في كنت. وأنجب الزوجان أربعة أبناء وبنتين. وأصبح ابنهما كروفورد بارلو مهندسًا مدنيًا وكان يعمل مع والده.

## مسيرته المهنية
منذ عام 1832 أمضى ست سنوات في العمل كمهندس في القسطنطينية في الإمبراطورية العثمانية، حيث ساعد في بناء مصنع ذخائر نيابة عن مصنعي الأدوات الآلية مودسلي وأبناؤه وفيلد. مثلما أصدر تقريرًا للحكومة التركية حول منارات البوسفور، ما أدى إلى إصدار أول ورقتين علميتين له. ولقاء خدماته للحكومة العثمانية حصل على وسام نيشان افتخار (وسام المجد).
عاد بارلو إلى بريطانيا عام 1838 لتولي منصب مساعد مهندس في سكة حديد مانشستر وبرمنغهام وعمل لصالح جورج دبليو باك. وفي عام 1842 انضم إلى سكة حديد مقاطعات ميدلاند كمهندس مقيم للقسم الممتد بين رغبي ودربي. وعندما أصبحت سكة حديد مقاطعات ميدلاند جزءًا من سكة حديد ميدلاند في عام 1844 احتفظ بالمنصب، وأصبح فيما بعد كبير المهندسين للسكك الحديدية الأكبر. وفي 1 أبريل عام 1845 انتخب بارلو عضوًا في معهد المهندسين المدنيين وفي 6 يونيو عام 1850 انتخب زميلًا في الجمعية الملكية.
أثناء العمل على الخط الرئيسي للسكك الحديدية في ميدلاند، أثبت بارلو أن استبدال العوارض كان الجزء الأكبر من تكلفة صيانة المسار مقارنة باستبدال القضبان لأن العوارض تتحلل بسرعة أكبر من القضبان المتهالكة وتحتاج إلى التجديد في كثير من الأحيان. ولإلغاء تكلفة وجود العوارض واستبدالها، طور تصميم السكك الحديدية الخاص به وحصل على براءة اختراعه في عام 1849. وكان لها شكل جانبي واسع ذو حواف يمكن وضعه مباشرة لتتبع حصى السكك الحديدية دون الحاجة إلى عوارض، ومع وجود قضبان ربط منتظمة للمحافظة عليها ضمن مقياس الاتساع الصحيح. وعرفت باسم سكة بارلو، وكانت تستخدم على نطاق واسع، لا سيما من قبل سكة حديد غريت ويسترن.
كان جوزيف باكستون، مصمم الحديد الصب وقصر الكريستال الزجاجي للمعرض الكبير لعام 1851، مديرًا لسكة حديد ميدلاند وطلب إلى بارلو مساعدته في إعداد الحسابات الهيكلية لإطار المبنى.